# ISO 3166-2:ZW
ISO 3166-2:ZW is een ISO-standaard met betrekking tot de zogenaamde geocodes. Het is een subset van de ISO 3166-2 tabel, die specifiek betrekking heeft op Zimbabwe.
De gegevens werden tot op 27 november 2015 geüpdatet op het ISO Online Browsing Platform (OBP). Hier worden 10 provincies - province (en) / province (fr) – gedefinieerd.
Volgens de eerste set, ISO 3166-1, staat ZW voor Zimbabwe, het tweede gedeelte is een tweeletterige code.

## Codes
| Code  | Naam                |
| ----- | ------------------- |
| ZW-BU | Bulawayo            |
| ZW-HA | Harare              |
| ZW-MA | Manicaland          |
| ZW-MC | Mashonaland Central |
| ZW-ME | Mashonaland East    |
| ZW-MW | Mashonaland West    |
| ZW-MV | Masvingo            |
| ZW-MN | Matabeleland North  |
| ZW-MS | Matabeleland South  |
| ZW-MI | Midlands            |